# Березовка (Красногорський район)
Бере́зовка (рос. Берёзовка) — село у складі Красногорського району Алтайського краю, Росія. Адміністративний центр Березовської сільської ради.

## Населення
Населення — 1187 осіб (2010; 1360 у 2002).
Національний склад (станом на 2002 рік):
- росіяни — 92 %